# Constant Cornelis Huijsmans
Constant Cornelis Huijsmans, né le 1er janvier 1810 à Bréda, 1810 et mort le 28 novembre 1886 à La Haye, est un peintre et pédagogue néerlandais. Il a été directeur de l'Académime d'art et de design St. Joost (en) et a enseigné à l'Académie militaire de Bréda et au collège Willem II (en), où il a eu Vincent van Gogh pour élève.

## Biographie

### Famille et jeunesse
Constant Cornelis Huijsmans est né à Bréda le 1er janvier 1810. Il est le fils du peintre et chimiste Jacobus Carolus Huijsmans et de Maria Elisabeth Beens. Ses racines remontent à l'Anvers du XVIIe siècle du paysagiste Cornelis Huysmans (1648 - 1727). 

### Formation et débuts (1828-1840)
Huijsmans a étudié à l'Académie royale des beaux-arts d'Anvers de 1828 à 1830, où il a bénéficié de l'enseignement du directeur Mathieu-Ignace Van Brée et à l'Académie des beaux-arts de Paris de 1833 à 1835, où il a suivi les cours d'Ary Scheffer,. Il se spécialise dans un premier temps dans les paysages romantiques, avant de se tourner vers les scènes d'intérieur. Plusieurs de ses carnets de croquis ont survécu et certaines de ses premières peintures sont connues. En 1835, il rentre chez lui parce que son père devient aveugle. En tant qu'aîné de huit enfants, il prend en charge de soutenir financièrement sa famille et de succéder à son père, professeur d'art à l'Académime d'art et de design St. Joost (en) et a enseigné à l'Académie militaire de Bréda de 1837 à 1866. En 1838, Huijsmans devient un ami proche de Pieter Johannes Veth (en) (1814 - 1895), son collègue (jusqu'en 1841) dans cette dernière institution. Veth devient plus tard professeur d'ethnologie des Indes orientales néerlandaises à l'université de Leyde et premier président de la Société royale néerlandaise de géographie (en). Ils entretiennent une correspondance jusqu'à la mort de Huijsmans en 1886. Huijsmans parvient à combiner son travail d'enseignement et sa peinture et participe à diverses expositions nationales.

### Carrière d'enseignement artistique (1840-1879)

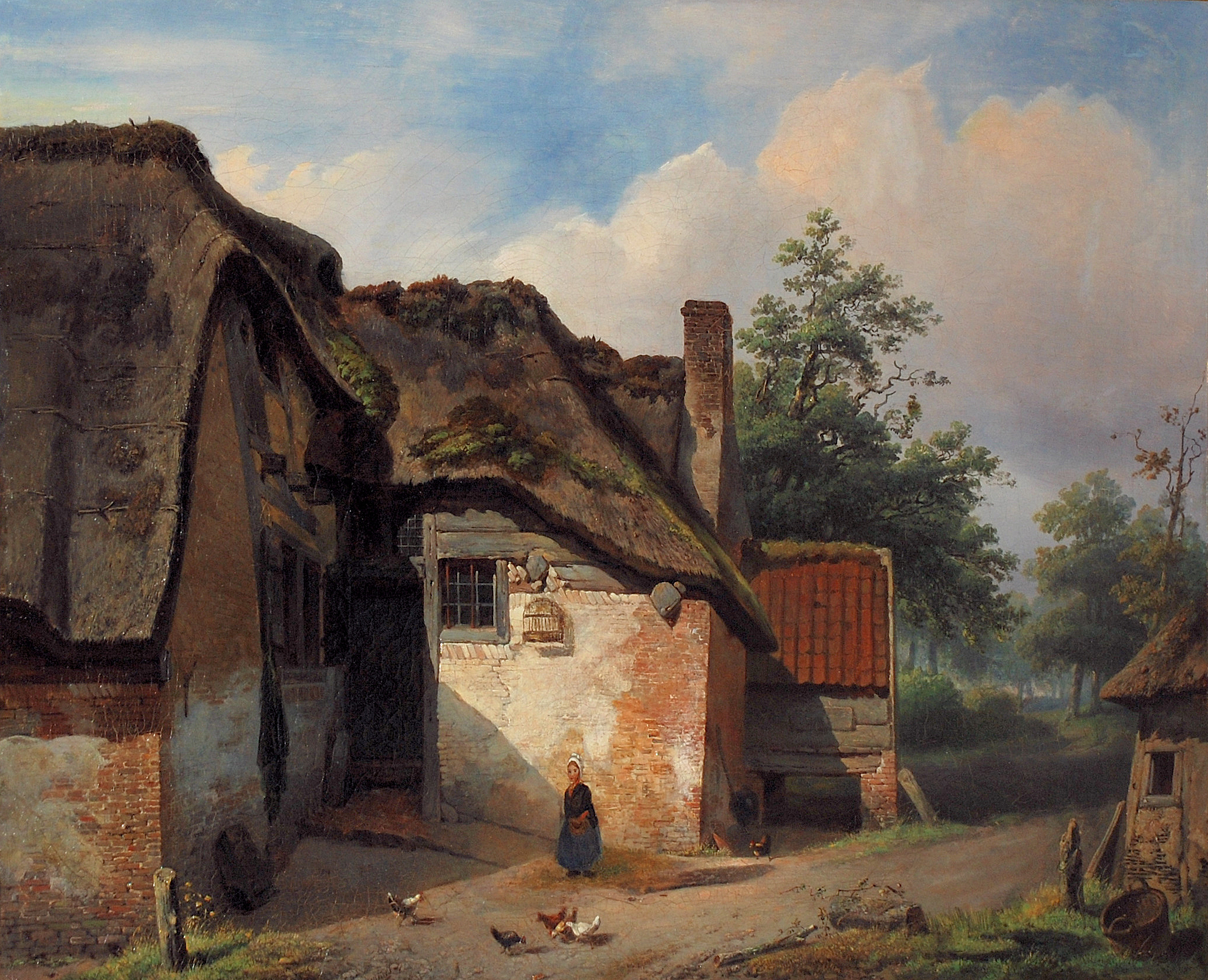
Ferme dans le paysage de Brabant, 1849.

#### Carrière de pédagogue
Huijsmans a mis au point deux méthodes d'enseignement de l'art qu'il a lui-même utilisées dans ses cours d'art. Certaines institutions telles que l'Académie royale des beaux-arts d'Amsterdam ont également eu recours à cette approche. Huijsmans a été le premier aux Pays-Bas à se consacrer à la professionnalisation du sujet de l'enseignement de l'art. Sa première méthode d'enseignement artistique s'appelait Het landschap (« Le Paysage ») et a été développée et publiée en 1840. Elle a eu beaucoup de succès, et le marchand d'art Vincent van Gogh (« oncle Cent », l'oncle de Vincent van Gogh) adhère à cette nouvelle méthode d'enseignement.
En 1845, le roi Guillaume II des Pays-Bas achète le tableau de Huijsmans Intérieur d'une maison dans le Brabant septentrional. Alors que cet achat semble annoncer le début du succès pour Constant Huijsmans, il décide en 1851 d'abandonner complètement la peinture et de se concentrer à l'enseignement.
En 1852, Huijsmans développe une deuxième méthode d'enseignement, intitulée Grondbeginselen der Teekenkunst (« Principes de l'enseignement de l'art, manuel théorique et pratique »),. Entre 1853 et 1872, il publie des articles dans plusieurs revues, telles que De Gids (en). À la suite de la médiation de Johan Rudolf Thorbecke, homme d'État et ministre de la signature libérale, Huijsmans obteint en 1865 l’important poste de professeur d’art au nouveau et prestigieux collège Willem II (en) de Tilbourg, une école créée à la demande du roi Guillaume II lui-même. L'école était située dans l'ancien palais royal, aujourd'hui l'hôtel de ville de Tilbourg (en), mais a déménagé en 1934 dans un nouvel emplacement
En 1854, il épouse Ludovica Francisca Kerstens (1823-1855), dont le père était propriétaire d'une brasserie à succès à Breda,.
L'auteur français Joris-Karl Huysmans (Charles-Marie-Georges Huijsmans, 1848 – 1907) était son neveu. À l'occasion de la première publication importante par ce dernier d'un recueil de poèmes français, Huijsmans a écrit dans une lettre datée du 26 décembre 1874 à son neveu « A propos, ton nom en hollandais est Joris-Karel Huijsmans. Tu a écrit de l'allemand,. »

#### Vincent van Gogh

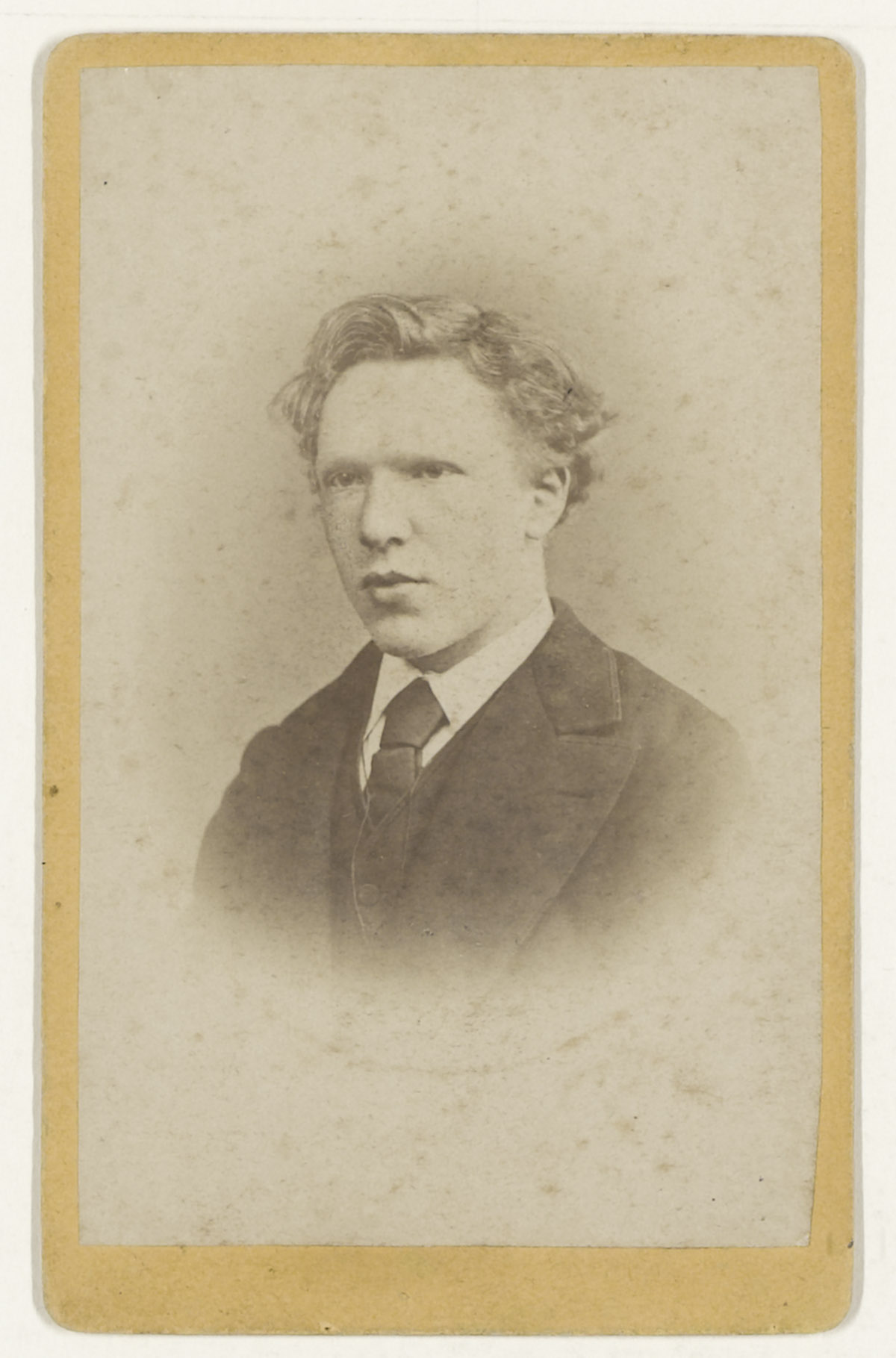
Vincent van Gogh à l'âge de 19 ans.

Pendant les années où Huijsmans est professeur d'art au collège Willem II (en) de Tilbourg, le peintre néerlandais Vincent van Gogh est l'étudiant le plus célèbre du pédagogue et de l'école, où il a étudié du 15 septembre 1866 au 19 mars 1868.
Van Gogh (1853-1890) reçoit initialement l'éducation chez lui par sa mère et sa gouvernante, puis à l'école du village à Groot-Zundert, dans le Brabant-Septentrional. En 1864, il est envoyé dans un pensionnat à Zevenbergen, mais en 1866, ses parents décidèrent de l'envoyer au nouveau et prestigieux collège Willem II de Tilbourg. En mars 1868, Van Gogh rentre soudainement chez lui. Un dessin de deux hommes avec des pelles (1867) a survécu à cette période de la vie de Vincent van Gogh. Un an plus tard, en juillet 1869, Van Gogh obtient son premier emploi chez le marchand d'art Goupil & Cie de La Haye, grâce à la médiation de son « oncle Cent » (Vincent van Gogh, 1820-1888), également marchand d'art à La Haye. Huijsmans demeure professeur d'art au Collège Willem II jusqu'en 1877.

### Fin de vie (1879-1886)
En 1879, Huijsmans s'installe à La Haye avec sa sœur Oda. Il meurt dans cette ville le 28 novembre 1886 à l'âge de 76 ans.

## Œuvre

### Œuvres picturales
Selon l'Institut néerlandais pour l'histoire de l'art, Constant Cornelis Huijsmans était peintre, dessinateur, lithographe et aquafortiste.

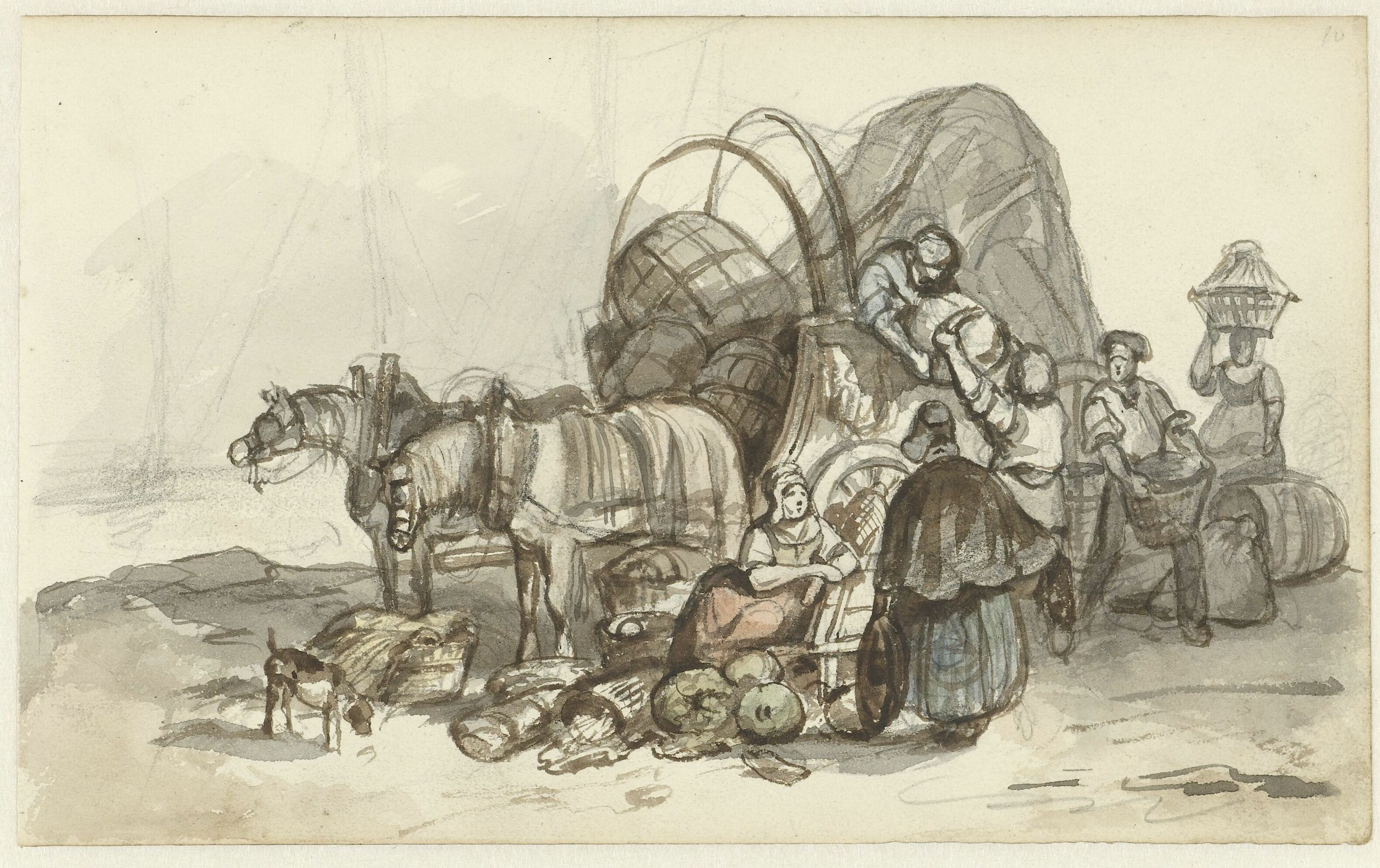
Décharger d’un chariot de ferme, Rijksmuseum Amsterdam.
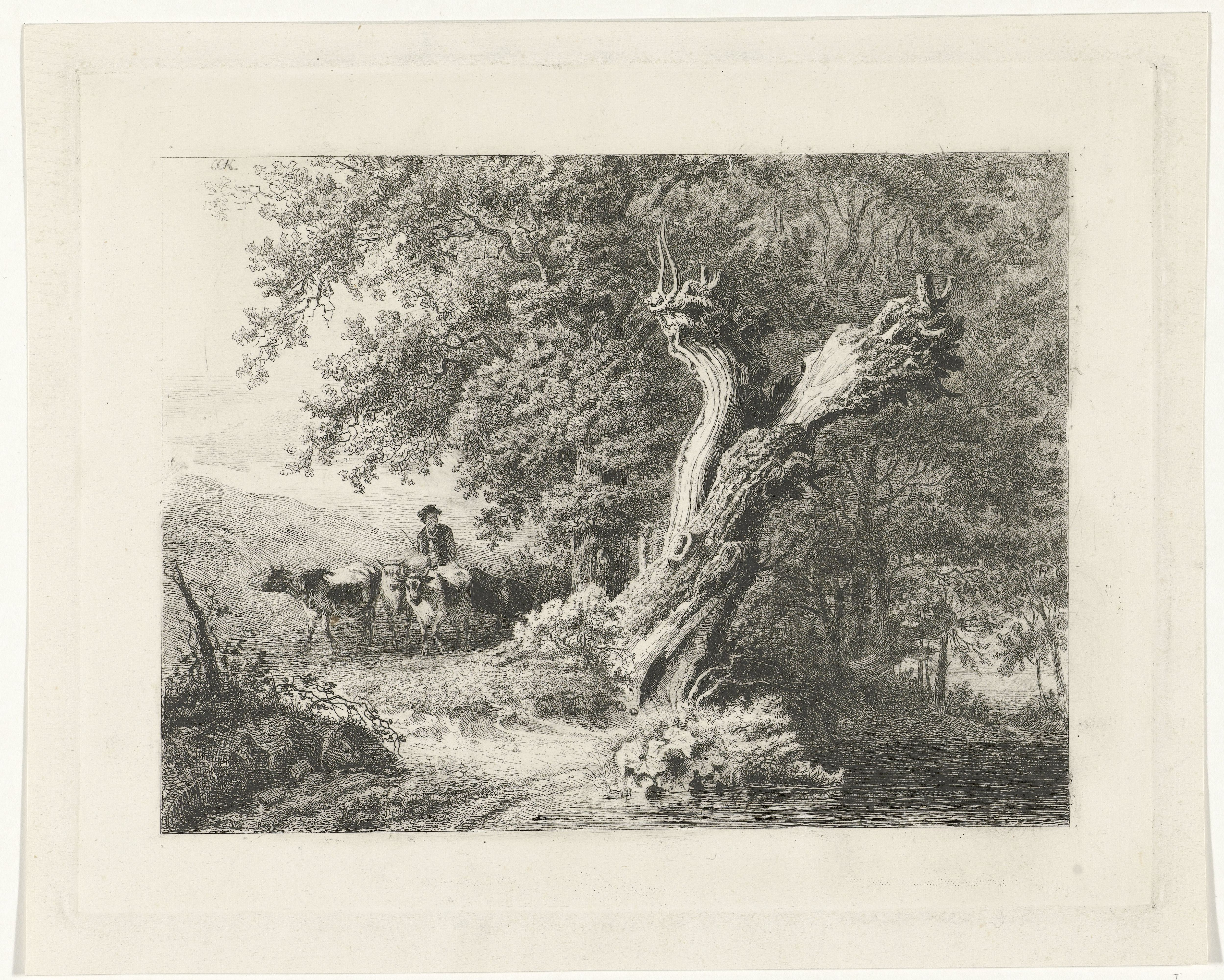
Paysage avec un arbre et un berger, signé par C.C. Huijsmans avec C.C.H., Rijksmuseum Amsterdam.
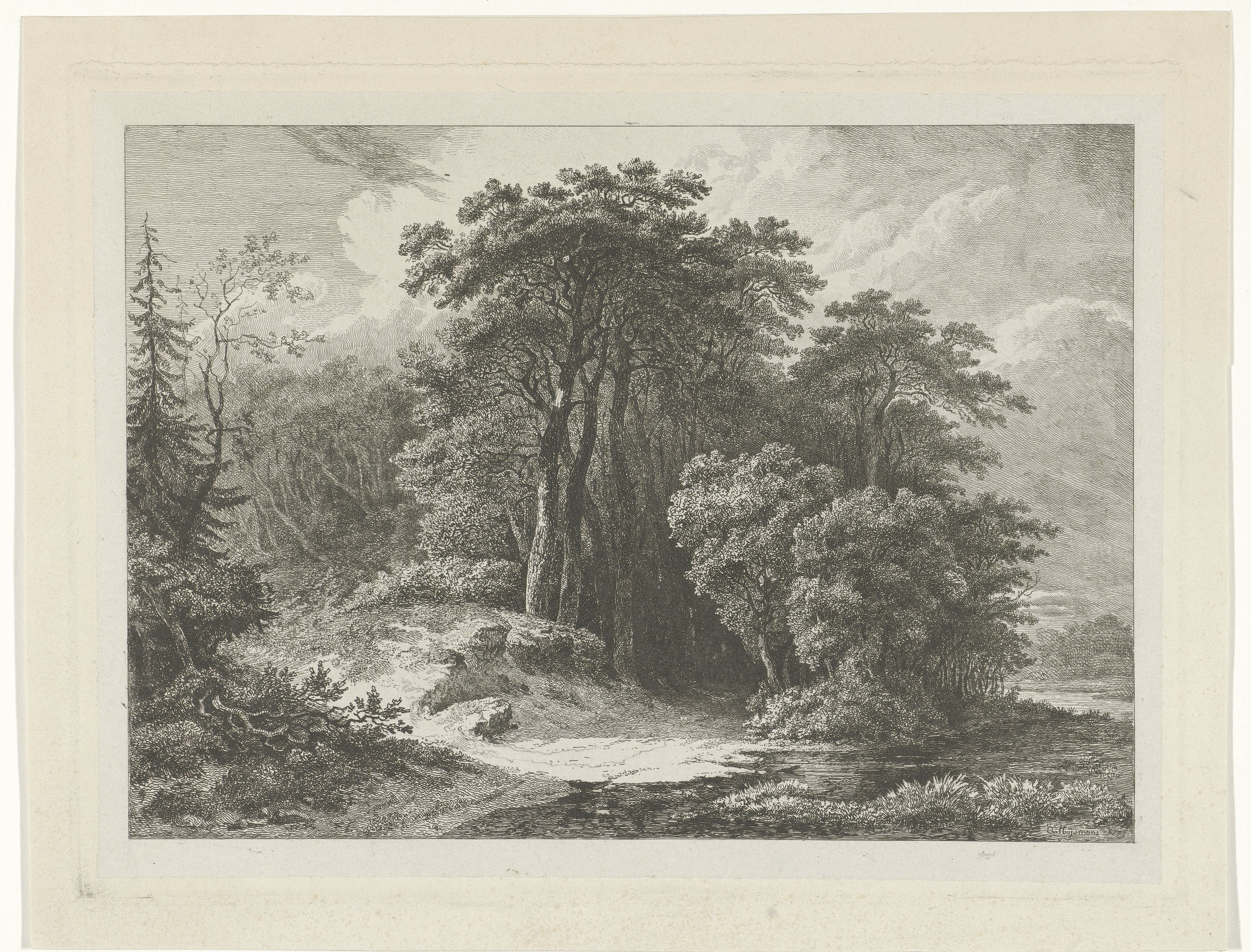
Paysage forestier avec un ruisseau, signé par C.C. Huijsmans, Rijksmuseum Amsterdam.
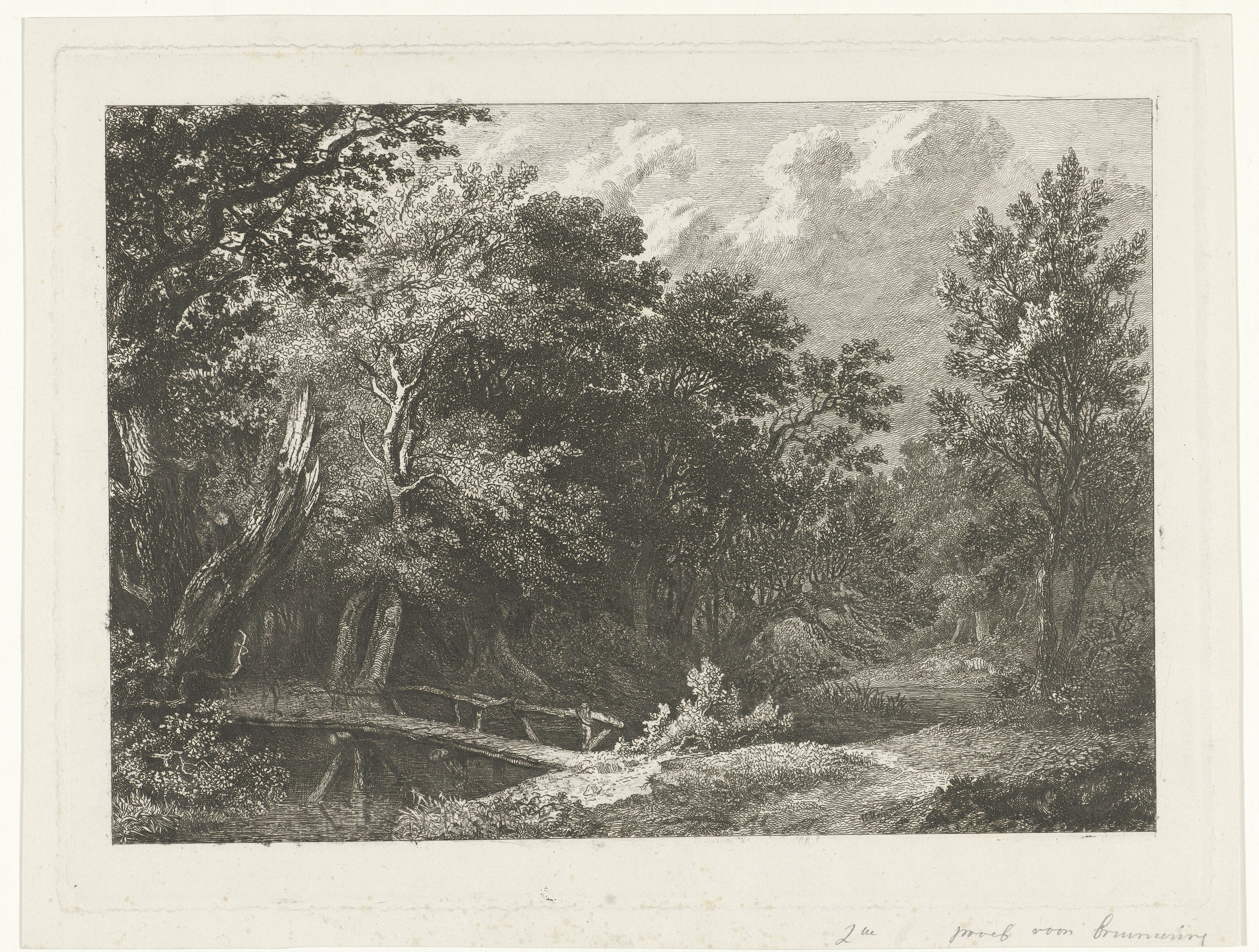
Paysage forestier avec un pont en bois, signé par C.C. Huijsmans, Rijksmuseum, Amsterdam.

### Ouvrages pédagogiques
- (nl) Het landschap, H.J. Backer, 1840[6].
- (nl) Grondbeginselen der Teekenkunst, eene theoretische en practische Handleiding om het teekenen grondig te leeren, P.N. van Kampen, 1852[7].

## Bibliophilie
Huijsmans avait constitué une bibliothèque intéressante avec notamment des œuvres de Léonard de Vinci, Giorgio Vasari et Karel van Mander, ainsi que six livres de Jan Luyken et de nombreux recueils de poèmes, principalement français. Il y a aussi six lettres de sa part au traducteur néerlandais de William Shakespeare : Leendert Burgersdijk (nl). Ils se connaissaient bien et Burgersdijk demandait régulièrement à Huijsmans des commentaires sur les traductions.